# Varga Attila (labdarúgó)
Varga Attila (Gyöngyös, 1969. június 6. –) magyar bajnok labdarúgó, edző. Játékosként a legnagyobb sikere az 1989–90-es NB I-es magyar labdarúgó-bajnokság megnyerése az Újpesti Dózsa csapatával.
A bajnoki cím mellett nyert magyar kupát és magyar szuperkupát is 1992-ben, az Újpesti TE csapatával.

## Pályafutása

### Játékosként
Gyerekkorában a Gyöngyösi Spartacus játékosa volt, majd 1987-ben a Budapesti Volán játékosa lett, ahol meghatározó játékossá vált. Két szezon NB II-es szereplés után, 1989-ben sorkatonaként szerződtette az Újpesti Dózsa, ahol az első évében magyar bajnoki címet szerzett. 1990. szeptember 19-én és 1990.október 3-án pályára lépett élete első két nemzetközi találkozóján a BEK-ben, nem kisebb ellenfél ellen, mint a Diego Maradonát a soraiban tudó SSC Napoli ellen. 1992-ben jöttek az újabb trófeák: Magyar kupa- és Szuper kupa-győztes is lett, akkor már az Újpesti TE csapatával. Egy súlyos sérülés később visszavetette a fejlődését, majd az akkor az NB II.-ben szereplő FC Hatvanhoz szerződött, de egy évvel később már ismét az első osztályban játszott, miután szerződést kötött a Csepel Kordax-szal. Ezután a Dunakeszi VSE és a BKV Előre következett, ahol közel 10 évet játszott, és 2001-ben NB I/B bajnoki címet ünnepelhetett, de a legmagasabb osztályban már nem indult a klub. A 2008-2009-es szezonban az NB II-es BKV Előrében fejezte be hosszú játékosi  pályafutását.

### Edzőként
2007-ben kezdett edzősködni, még aktív játékosként a BKV Előre utánpótlás csapatánál. 2010 és 2012 között az NB III-as Rákosmente KSK edzője lett, majd 2013-ban szerződött az akkor még NB III-as Soroksár SC-hez, ahol azonnal bajnoki címet ünnepelhetett. Az akkori szabályok szerint azonban osztályozót kellett játszaniuk, és a Ceglédi VSE ellen alulmaradtak. A következő évben ismét megnyerte a bajnokságot csapatával és feljutott az NB II-be, ahol 2015-ig volt a Soroksár SC vezetőedzője. Egy rövid, a Mezőkövesd Zsóry FC-nél töltött időszak után lett az akkor NB III-as Ceglédi VSE vezetőedzője, ahol a csapata ismét feljutott az NB II.-be, és szerződést hosszabbított vele. 2017-ben ismét a Mezőkövesd Zsóry FC-nél dolgozott, ahol a felnőtt csapat mellett kapott szerepet, mint mérkőzéselemző, ellenfél-feltérképező, illetve az utánpótlás-csapat szakmai igazgatójaként is tevékenykedett. 2017 szeptemberétől az NB II-es BFC Siófok vezetőedzője volt, ahol az utolsó előtti pozícióból benntartotta a csapatot az NB2-ben, a 13. helyen végzett csapatával. 2019 márciusában az NB III-as Gyöngyösi AK szakmai vezetője és vezetőedzője lett, ahol azt a feladatot kapta, hogy tartsa bent a csapatot az NB III-ban, ami végül sikerült. A következő szezont is szülővárosában kezdte vezetőedzőként és sportvezetőként is dolgozott. 2019 decemberében elfogadta az MTK Hungária FC női csapatának ajánlatát, ahol vezetőedzőként dolgozott. 2020 januárjában a csapattal megnyerte a Jet-Sol Női Liga NB I-es teremtornát. A 2019–2020-as, és a 2020–2021-es szezonban második helyezést szerzett a csapattal! 2021 januárjában távozott az MTK-tól. 2021 júniusában az NB III-as Kazincbarcika trénere lett, ahonnan 2023. februárjában távozott.

## Sikerei, díjai
- Magyar Bajnok 1989-90. Magyar Kupa győztes 1992.Magyar Szuperkupa győztes 1992. Újpesti TE csapatával.
- Magyar NB 2-es Bajnok 2000-ben a BKV Előre SC csapatával.
- A Soroksár SC vezetőedzőjeként két NB III-as bajnoki cím (a 2012-13-as és a 2013-14 szezonban, feljutás az NB II-be)
- A Ceglédi VSE vezetőedzőjeként NB III-as 2. helyezés (feljutás az NB II-be a 2015-16-os) szezonban)
- A Kazincbarcika SC vezetőedzőjeként NB III-as bajnoki cím (2021-22-es szezonban, feljutás az NB II-be)[7]